# Санскрит
Санскрит (संस्कृतम्, [sə̃skɹ̩t̪əm], „изтънчен език“), понякога наричан санскритски език, е древен индоарийски език и основен богослужебен език на индуизма, будизма и джайнизма. Днес той е един от 22-та списъчни езика на Индия и един от двата официални езика на индийския щат Утаракханд. Според преброяването в Индия от 2001 година 14 135 души в страната определят санскрит като свой майчин език, а броят на говорещите езика като втори се оценява на около 194 000 души.
Класически санскрит се нарича книжовната форма на езика, изложена в граматиката на Панини около 4 век пр.н.е. Нейната роля в културата на Южна и Югоизточна Азия е подобна на ролята на латинския и старогръцкия в Европа. Класическият санскрит оказва значително влияние върху повечето съвременни езици в този регион, най-вече в Индия, Пакистан, Шри Ланка и Непал.
Предкласическата форма на санскрит се нарича ведически санскрит, като езикът на Ригведа, датиращ от около 15 век пр.н.е., е най-старият и архаичен етап от развитието на санскрит, известен в наши дни. Това прави езика на Ригведа един от най-старите индоевропейски езици, за които има запазени сведения.
Корпусът на санскритската литература включва богата традиция на поезия и драматургия, както и научни, технически, философски и религиозни текстове. Санскрит продължава да се използва широко като церемониален език в индуистките религиозни ритуали под формата на стотри и мантри. Говоримият санскрит все още се използва в някои традиционни институции в Индия и се правят много опити за по-широко възраждане на езика.

## История

### Произход
Санскрит е част от индоиранската група на индоевропейското езиково семейство. Негови най-близки древни родственици са иранските езици староперсийски и авестийски. В по-широкия контекст на индоевропейското семейство санскрит споделя характерни звукови изменения с останалите езици от групата сатем (по-специално със славянските и балтийските езици), както и с гръцкия език.
За да обяснят общите характеристики на санскрит с други индоевропейски езици, много учени поддържат хипотезата за индоарийска миграция, според която хората, говорили предшественика на санскрит, са пристигнали в Южна Азия от северозапад в началото на II хилядолетие пр.н.е. Тази теория се подкрепя от близкото родство на индоиранските с балтийските и славянските езици, от свидетелствата за лексикален обмен с неиндоевропейските уралски езици и от вида на известните индоевропейски думи за растения и животни.

### Ведически санскрит
Историята на развитието на санскрит обикновено се разделя на два основни етапа – ведически и класически санскрит, за условна граница между които се приема граматиката на Панини от 4 век пр.н.е. Ведическият санскрит е езикът на ведите, големи сборници с химни, самхити, богословски и религиозно-философски текстове.
Най-ранните известни санскритски текстове са индуистките текстове на Ригведа, които датират от средата до втората половина на II хилядолетие пр.н.е. Макар че няма запазени писмени свидетелства от този период, учените смятат, че устното предаване на текстовете е достатъчно надеждно, тъй като става дума за церемониална литература, чието точно произнасяне се смята за ключово важно за нейната ефективност от религиозна гледна точка.
От Ригведа до класическия санскрит от времето на Панини развитието на езика може да се проследи във ведическите текстове: Самаведа, Яджурведа, Атхарваведа, Брахмани, Упанишади. През този период престижът на езика, неговото използване за религиозни цели и важността на точното изговаряне действат като мощна консервативна сила, противопоставяща се на нормалната еволюция на езика. Въпреки това могат да бъдат определени пет ясно обособени етапа на лингвистично развитие на ведическия санскрит от Ригведа до Упанишадите и най-ранните сутри.

### Класически санскрит
Най-старата запазена санскритска граматика е книгата на Панини „Аштадхяи“ („Граматика в осем глави“). Тя предписва правила за използването на санскрит и дава описание на някои ведически форми, станали редки по времето на Панини.
Понятието „санскрит“ не се отнася към конкретен език, обособен от останалите езици, а по-скоро като извънредно изтънчен или усъвършенстван начин на говорене. В Древна Индия познаването на санскрит е белег на социално положение и образованост и езикът се изучава главно от представители на висшите касти, като в основата на преподаването е подробният анализ на книгите на граматици като Панини. Като език на образованите санскрит съществува успоредно с множество простонародни диалекти, наричани с общото име пракрит, от които произлизат повечето съвременни индоарийски езици.